# Centro Regional Universitario Córdoba IUA
El Centro Regional Universitario Córdoba IUA es un instituto de la Universidad de la Defensa Nacional, dependiente de la Fuerza Aérea Argentina; fue creado con el nombre de Escuela de Ingeniería Aeronáutica el 13 de diciembre de 1947, integrándose al Sistema Universitario Nacional en el año 1971 (Decreto Nro. 3179/71) Su denominación actual fue aprobada mediante Resolución Nro. 3/93 del Ministerio de Cultura y Educación, donde se lo categoriza como Instituto Universitario, y por la Ley 24.521 integra el conjunto de Instituciones Universitarias Nacionales.
El lema del instituto es "mens agitat molem", que significa "la mente mueve al mundo".
Cuenta con un régimen de becas, pasantías internas o externas y convenios con centros de producción de Ciencia y Tecnología y Universidades.

## Carreras
Carreras Presenciales
- Ingeniería de Informática
- Ingeniería Electrónica
- Ingeniería Aeronáutica
- Ingeniería en Telecomunicaciones

Carreras a distancia [Tutorías semipresenciales/tutorías a distancia]
- Ingeniería de Sistemas
- Licenciatura en Administración
- Contador Público
- Licenciatura en Logística
- Licenciatura en Recursos Humanos

Carreras de Posgrado
- Maestría en Ciencias de la Ingeniería Mención Aeroespacial
- Maestría en Ingeniería de Sistemas Embebidos
- Maestría en Sistemas de Radar e Instrumentación

- Especialización en Sistemas Embebidos
- Especialización en Seguridad Informática
- Especialización en Sistemas de Radar e Instrumentación

Formación Continua
La Facultad de Ciencias de la Administración del IUA ofrece los siguientes programas y especialidades de capacitación continua para personal de la Fuerza Aérea Argentina:
- Programa de Capacitación Continua para la Aeronavegabilidad Militar
- Especialidad en Administración Financiera
- Especialidad en Abastecimiento
- Especialidad de Gestión "Administración de Personal"[2]

## Misión
La finalidad del Centro Regional Universitario Córdoba IUA es impartir enseñanza universitaria, realizar investigación científica y tecnológica y acciones de extensión cultural y de transferencia tecnológica, a fin de contribuir al cumplimiento de la misión de la FAA, en un todo de acuerdo con los intereses aeroespaciales de la Nación.

## Sedes
El Instituto tiene centros de gestión, examinadores y apoyo distante en las siguientes ciudades:
- Bell Ville
- Buenos Aires
- Córdoba
- Montevideo
- Morteros
- Rosario
- Villa Dolores[3]

## Centro de Investigaciones Aplicadas
El Centro de Investigaciones Aplicadas (CIA) tiene como objetivo realizar investigaciones aplicadas, proyectos y desarrollos tecnológicos en el área aeroespacial a fin de satisfacer las necesidades y requerimientos de la Fuerza Aérea Argentina (FAA), y del medio en que se desenvuelve y desarrolla sus actividades.
El CIA cuenta con una dotación de 68 profesionales con dedicación de tiempo completo, de los cuales 58 están categorizados en el Régimen de Investigación y Desarrollo de las Fuerzas Armadas.
En lo referente a su participación en el área académica su aporte se da de dos maneras muy interrelacionadas: por un lado, varios de los investigadores del IUA como de otras Universidades, transfieren las experiencias adquiridas en los proyectos en que actúan y, por otro lado, incorporando becarios graduados y estudiantes en los diferentes proyectos que el IUA lleva a cabo. Por otra parte, a través del CIA, este Instituto ha establecido una serie de convenios de cooperación en el área de investigación y desarrollo con la Universidad Nacional de Córdoba (UNC) y la Universidad Tecnológica Nacional (UTN).
Con respecto a la labor de investigación y desarrollo, el CIA realiza proyectos propios de la FAA, proyectos conjuntos con otras instituciones y proyectos en el área industrial de asesoramiento y desarrollo de sistemas y subsistemas.
Entre los desarrollos más trascendentes se pueden citar los siguientes:
- Desarrollos en el Área Espacial. En esta área se desarrolló una serie de Cohetes sonda, dedicados al estudio de la alta atmósfera, con una carga científica de 50 kg., a 150 km de altura, efectuándose lanzamientos en Pampa de Achala, Puente del Inca, Chamica, Antártida Argentina y hasta incluso en la República del Perú. Entre los más destacados se pueden mencionar la serie Centauro, la serie Opión, la serie Castor y la serie Tauro. También en el área de cohetes de gran porte se destacan el programa Alacrán, cuyo objetivo estaba centrado en adquirir la tecnología necesaria para desarrollar un portador satelital, para lo cual se abordaron una serie de disciplinas conducentes a este objetivo. Se realizaron dos experiencias en la base de Chamical. Como desarrollo más sobresaliente se destaca el programa Cóndor, siendo éste el desarrollo más conocido tanto en el ámbito civil como militar, cuyo objetivo fue colocar una carga científica (microsatélites) de aproximadamente 200 kg., en una órbita terrestre baja hacia finales de 1990.

- Desarrollos en el Área Aeronáutica. Paralelamente a las actividades mencionadas, el IIAE participó en diversos desarrollos de sistemas y subsistemas aeronáuticas, entre los que podemos destacar como los más trascendentes logros de la FAA los proyectos IA-55 Guaraní, IA-53 Mamboretá, IA-58 Pucará, Avión de Transporte Liviano (ATL) y IA-63 Pampa

- Desarrollos de microsatélites. El 4 de octubre de 1957 se inyecta en órbita el primer satélite artificial de la Tierra, iniciando lo que algunos dieron en llamar la carrera espacial y otros, quizás más visionarios, la era espacial. Casi 39 años después, el 29 de agosto de 1996, desde el cosmódromo ruso de Plesetsk, se inyecta en órbita el primer satélite artificial, concebido, diseñado, construido y calificado en Argentina, denominado Víctor cuyos objetivos fueron:

- El desarrollo y puesta a punto de técnicas de Ingeniería de bajo costo en ambiente espacial.
- Proveer a científicos y técnicos de una herramienta apta para estudios sobre preservación del medio ambiente y evaluación de recursos naturales.
- Estimular el interés de las ciencias especiales en universidades y colegios mediante su participación activa.

La intención de llevar tecnología argentina al espacio condujo al concepto de microsatélite, ya en boga en los primeros años de esta década, como el único compatible con los limitados recursos, tanto humanos, como materiales y financieros, disponibles o factibles de obtener en plazos razonables hacia fines de 1991. Los resultados obtenidos demuestran que la misión propuesta se está cumplimentando con un elevado porcentaje de éxito; no obstante, la valoración concreta de este éxito reside en la posibilidad de capitalizar dichos resultados como experiencia técnica ireemplazable y base cierta de trabajo para futuros desarrollos tecnológicos en el rubro de microsatélites.
- Otros desarrollos. Se han desarrollado también PROYECTOS AREA RADAR, PROYECTOS AREA DEFENSA y PROYECTOS ESPECIALES en relación con el quehacer aeroespacial, así como también PROYECTOS PARA LA INDUSTRIA.

## Autoridades
- Director: Brig. (R) Gustavo Alejandro PÉREZ ORTIZ
- Facultad de Ciencias de la Administración Decano – Mgter. Gabriel Sebastián RATNER
- Secretario General – Com. Antonio Víctor PÉREZ ESPAÑÓN
- Secretario Administrativo – Com. José Luis CABANILLA
- Secretario de Extensión – Com. Lic. Daniel RODRIGUEZ
- Secretario de Ciencia y Tecnología – Brigadier (R) VGM Lic. Eduardo Mario LA TORRE
- Secretaria Académica – Mg. Lic. Carla GÓMEZ[4]

## Dirección
Centro Regional Universitario Córdoba IUA - UNIVERSIDAD DE LA DEFENSA NACIONAL, Avenida Fuerza Aérea 6500 (Código Postal 5022),  Córdoba - Rep. Argentina